# ジャン・クルーガー
ジャン・ジョゼ・クルーガー（Jean Joseph Kluger、1937年3月31日 - ）は、ベルギーの音楽プロデューサー、ソングライター、作曲家。
ベルギーのアントウェルペンに、音楽出版業を営んでいたジャック・クルーガー (Jacques Kluger) の息子として生まれた。1957年に父の会社「World Music。クルーガーは。おもにフランス語圏、フラマン語圏、ドイツ語圏のポップ・ミュージック市場に多数の作品を提供し、ボブジャーン・ショーペン、ダリダ、ウィル・トゥーラ、リンゴ、ペトゥラ・クラークなどのために作品を書いた。1963年に父が死去すると、クルーガーは自身の会社「Jean Kluger」を興し、1965年にパリへ拠点を移した。また、妻ユゲット (Huguette) とともに、音楽出版社でレコード会社でもある「Bleu Blanc Rouge」）をフランスで興した。
1970年代後半以降、クルーガーは、バナナラマ、ギブソン・ブラザーズ、オタワン、シェイラ・ブラック・デヴォーションなど多数のバンドのために楽曲を書き、他の音楽プロデューサーたちとも共作をしたが、特に『素晴らしきYAMASUKIの世界』など、ダニエル・ヴァンギャルドとの共作がよく知られている。
ジャン・ロール  (Jean Rolle)、トニー・パードン (Tony Perdone) 名義での活動もある。
ジャン・クルーガー楽団名義で発表された「黒い瞳のアデリーナ (Adelina)」は、日本でもシングル盤が発売された。姓 Kluger は日本語では「クルーガー」とも記されるが、フランス語の発音に準じて「ジャン・クルジェール」として言及されることもある。